# 李彩媛
李彩媛（韓語：이채원，1989年02月27日—），韓國女演員、模特兒，在2008年演出SBS《On Air》正式出道，親弟弟為FTIsland成員李在真。

## 演出作品

### 電視劇
- 2008年：SBS《On Air》飾演 吳昇雅的助理
- 2021年：Kakao TV（英语：KakaoTV）《剛剛三十歲》飾演 尹代理
- 2023年：Netflix 《造后者》飾演 Rinjo
- 2025年：JTBC《協商的技術》飾演 池妍宇

### 電影
- 2004年：《Shit Up》
- 2007年：《Bravo My Life》
- 2008年：《血之期中考》
- 2011年：《看不見的愛》

### MV
- 2007年：梁東根《我很壞》
- 2011年：Old Time《她離開了》
- 2014年：Ailee, 2LSON 《I'm in love》

### 綜藝節目
- 2008年：Comedy TV《與動物生活》
- 2009年：時尚節目 《Style Wave》

## 外部連結
- 李彩媛的Instagram帳戶
- NAVER搜索